# Menesia niveoguttata
Menesia niveoguttata är en skalbaggsart som först beskrevs av Aurivillius 1925.  Menesia niveoguttata ingår i släktet Menesia och familjen långhorningar. Inga underarter finns listade i Catalogue of Life.